# Monastero di Reting

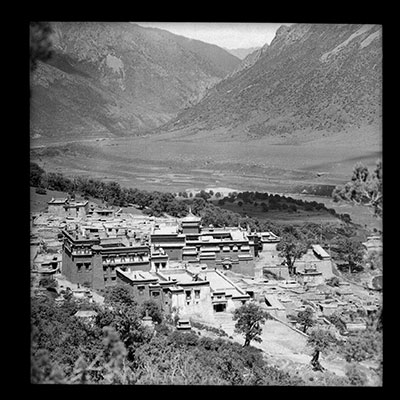
Il monastero di Reting in una foto del 1950, prima della sua devastazione operata negli anni sessanta durante la Rivoluzione culturale per ordine del Partito Comunista Cinese. Successivamente è stato parzialmente ricostruito.

Il monastero di Reting (traduzione del tibetano རྭ་སྒྲེང་དགོན་པ, Rwa sgreng dgon pa: dove dgon pa, ovvero དགོན་པ, indica il termine "monastero", mentre རྭ་སྒྲེང་, ovvero rwa sgreng, ne indica il nome, la cui pronuncia è "Reting" o "Radreng") è un monastero buddista tibetano collocato nella valle del ’Phan po a circa 100 km a nord di Lhasa.
Questo monastero fu costruito nel 1056 da ’Brom ston Rgyal ba’i ’byung gnas, (འབྲོམ་སྟོན་རྒྱལ་བའི་འབྱུང་གནས, Dromton Gyalwe Jungne, 1004–1064) il principale discepolo  di Atiśa Dīpaṃkaraśrījñāna (in tibetano ཨ་ཏི་ཤ་མར་མེ་མཛད་དཔལ་ཡེ་ཤེས, a ti sha mar me mdzad dpal ye shes, 982-1054) quel maestro buddista indiano originario di Vikramapura nella regione del Bengala, giunto nel 1042 in Tibet su invito del re di Guge, Changchup Ö (བྱང་ཆུབ་འོད, byang chub 'od), e fondatore della scuola dei Kadampa.
Fu ampliato dai successori di ’Brom ston Rgyal ba’i ’byung gnas e, nel 1240, subì il saccheggio dei Mongoli. Successivamente divenne una importante istituzione della scuola Dge lugs (Geluk).
Tsong kha pa Blo bzang grags pa (ཙོང་ཁ་པ་བློ་བཟང་གྲགས་པ་, Tsongkhapa Losang Drakpa, 1357–1419) gli fece visita nel 1397 e lì ebbe la visione di Atiśa che lo ispirò a comporre la sua celeberrima opera, il Lam rim chen mo (ལམ་རིམ་ཆེན་མོ, "Grande Trattato sugli Stadi lungo il Sentiero", al Toh. 5392).
Fu devastato negli anni sessanta del XX secolo a seguito della Rivoluzione culturale decisa dal Partito Comunista Cinese.